# Heteralepadomorpha
Sous-ordre
Les Heteralepadomorpha sont un sous-ordre d'arthropodes du sous-embranchement des crustacés.

## Systématique
Le sous-ordre des Heteralepadomorpha a été créé en 1987 par le biologiste marin américain William Anderson Newman (d) (1927-2020).

## Liste des familles
Selon BioLib (15 juin 2022) :
- famille des Anelasmatidae Gruvel, 1905
- famille des Heteralepadidae Nilsson-Cantell, 1921
- famille des Koleolepadidae Hiro, 1933
- famille des Malacolepadidae Hiro, 1937
- famille des Microlepadidae Zevina, 1980
- famille † des Priscansermarinidae Newman, 2004
- famille des Rhizolepadidae Zevina, 1980